# Pigeonnier de Caignac
Le pigeonnier de Caignac est un pigeonnier en ruine situé à Caignac, en France.

## Localisation
Le pigeonnier est situé dans le département français de la Haute-Garonne, sur la commune de Caignac. Il est situé au lieu-dit du Cap-Gros en frontière avec Marquein, commune de l'Aude.

## Description
Ce pigeonnier est le dernier vestige de la commanderie de Caignac. Des documents historiques permettent de le dater entre 1513 et 1534.
Il est construit en briques avec un toit en bâtière soutenu par des arcades ogivales reposant sur des colonnes.

## Historique
L'édifice est inscrit au titre des monuments historiques en 1932.
Il se trouve sur un terrain privé. Non entretenu durant plusieurs décennies, il s'effondre en 2017 après de fortes bourrasques de vents. Avec l’accord du propriétaire, la mairie lance une procédure de désinscription qui est acté par un arrêté le 4 décembre 2018.